# Costa Rica en los Juegos Olímpicos de Tokio 2020
Costa Rica estuvo representada en los Juegos Olímpicos de Tokio 2020 por un total de catorce deportistas, ocho mujeres y seis hombres, que compitieron en siete deportes.
Los portadores de la bandera en la ceremonia de apertura fueron el yudoca Ian Sancho Chinchila y la atleta Andrea Vargas. El equipo olímpico costarricense no obtuvo ninguna medalla en estos Juegos.